# Сахалтуєв Радна Пилипович
Сахалту́єв Ра́дна Пили́пович (нар. 15 травня 1935 р., Улан-Уде, Бурят-Монгольська АРСР, СРСР) — радянський та український художник, Заслужений художник УРСР (1988). Народний художник України (2008).

## Життєпис
Народився в родині службовців.
У 1955 році він вступив до  Всесоюзного державного інституту кінематографії на курс художника анімаційного кіно. До речі, паралельно на режисерському факультеті саме формував свій курс Олександр Довженко, де навчалися Лариса Шепітько, Микола Вінграновський та Ролан Сергієнко.
Після випуску у 1961 році Сахалтуєв за розподілом потрапив до Києва. З 1961 р. — художник Творчого об'єднання художньої мультиплікації «Київнаукфільму».
Член Національних спілок художників (1972) і кінематографістів України.
У 1970-1980-ті роки - один із провідних художників українського сатирико-гумористичного журналу «Перець». Брав участь в ілюструванні дитячого журналу «Пізнайко».
Ілюстрував книжки видавництв «Веселка», «Молодь», «Ранок», «Розумна дитина», «Свенас», «Телерадіокур'єр», «Фоліо» (Україна), “Самовар”, «Ексмо» (Росія). 

## Особисте життя
Син: Сахалтуєв Адріан Раднович (* 1972, Київ) — український художник-мультиплікатор.

## Створені мультфільми
- 1963 — «Веселий художник»
- 1964 — «Таємниця Чорного короля»
- 1966 — «Літери з ящика радиста» (у співавт.)
- 1967 — «„Колумб“ пристає до берега»
- 1967 — «Легенда про полум'яне серце» (у співавт.; премія зонального огляду, Єреван, 1968)
- 1968 — «Опудало», «Казка про місячне світло»
- 1969 — «Кримська легенда», «Містерія-буф»
- 1970 — «Короткі історії»
- 1971 — «Моя хата скраю», «Чарівник Ох»
- 1972 — «Навколо світу мимоволі»
- 1973 — «Зайченя заблукало»
- 1976—1979 — «Пригоди капітана Врунгеля»
- 1979 — «Лікар Айболить»
- 1981 — «Каїнові сльози», «Сімейний марафон»
- 1982 — «Весілля Свічки»
- 1983 — «Крила»
- 1986 — «Острів скарбів»
- 1990 — «Божевільні макарони, або помилка професора Бугенсберга» (не завершено)
- 1995 — «Як козаки у хокей грали»

Переважну більшість анімаційних робіт зробив у співпраці з режисером Давидом Черкаським.

## Оформлені художні кінокартини
- 1974 — «Прощавайте, фараони!» (у співавт.)
- 1977 — «Запрошення до танцю»
- 1987—1988 — «Острів скарбів»

## Роботи в галузі книжкової графіки
- Хитрий Байбурак
- Кубинські казки (1987)
- Пригоди капітана Врунгеля (1997)
- Правдива історія Адмірала Брехунеля (2017) (спільно з М.Александровим)